# Wilson Boit Kipketer
Wilson Boit Kipketer (ur. 6 października 1973) – kenijski długodystansowiec, specjalizujący się w biegu na 3000 m z przeszkodami.
Mistrz (Ateny 1997) i wicemistrz (Sewilla 1999) świata, srebrny medalista olimpijski (Sydney 2000). Ma także srebrny medal igrzysk afrykańskich wywalczony w 1999 roku oraz tytuł wicemistrza Afryki, który otrzymał w 2002 roku.